# Film (Zeitschrift)
Die Zeitschrift film erschien von 1965 bis 1969 im Verlag Erhard Friedrich in Velber. Sie galt neben Filmkritik als wichtigste filmkritische Zeitschrift der Bundesrepublik in den 1960er- und 1970er-Jahren.

## Geschichte
film hatte ein Vorleben und ein Nachleben. Im Jahr nach dem Oberhausener Manifest wurde FILM. Zeitschrift für Film und Fernsehen im Münchner Filmkunst-Verlag gegründet. Herausgeber waren Hans-Dieter Roos und Werner Schwier. Das erste Heft erschien April/Mai 1963. Die Zeitschrift wolle ein Klima schaffen, hieß es dort, „aus dem allein die geistige Erneuerung des deutschen Films erwachsen kann“, wobei vorerst ein großer Teil der Zeitschrift „dem ausländischen Filmschaffen gewidmet sein muss“, da vom deutschen Film noch nicht viel zu sehen war.
Nach zwei Jahren und 10 Heften wurde FILM von dem Verleger Erhard Friedrich gekauft, der bereits erfolgreich die Zeitschriften Theater heute und Opernwelt herausgab. Die Redaktion blieb in München, geleitet von Roos, wodurch das Prinzip von Inhalt und Form gleich blieb. Eines machte allerdings der Titel film. Eine deutsche Zeitschrift deutlich, es ging nicht mehr allein um Godard, Fellini, Antonioni, Pasolini und die anderen Größen des Autorenkinos, deren Filme ausführlich besprochen und als Drehbuch oder Protokoll gedruckt wurden, sondern auch um den jungen deutschen Film, der sich in Oberhausen mit einem Manifest zwar gemeldet hatte, aber erst in den folgenden Jahren bedeutend wurde. Ab film 9/1965 wurde der Zusatz im Titel Eine deutsche Zeitschrift weggelassen. Filme von Volker Schlöndorff, Peter Schamoni und Vlado Kristl wurden ebenso vorgestellt wie die der Stars des Autorenkinos.
„Die Neugier auf das, was nun kommt“, schrieb die Redaktion in film 9/66, „befördert auch die Intensität der Auseinandersetzung“. Autoren wie Bazon Brock, Helmut Heißenbüttel, Peter Handke, Alexander Kluge und Günter Herburger lieferten mehr oder minder regelmäßig Beiträge. Die politischen, ideologischen und künstlerischen Veränderungen der späten 60er Jahre schlugen sich auch im Inhalt und in der Gestaltung der Zeitschrift nieder. Mit dem Ende dieser Epoche, als der Verkauf der Hefte zurückging, setzte der Verleger Friedrich 1970 das Fernsehen wieder in den Namen der Zeitschrift, aus dem es wegen der zunehmenden Bedeutung des Films wenige Jahre vorher verschwunden war, und entließ den Redakteur Werner Kließ, dessen politische Linie ihm missfallen hatte.(1) Fernsehen + Film war kein Erfolg, Ende 1971 wurde die Zeitschrift eingestellt. 